# Xã Boone, Quận Dallas, Iowa
Xã Boone (tiếng Anh: Boone Township) là một xã thuộc quận Dallas, tiểu bang Iowa, Hoa Kỳ. Năm 2010, dân số của xã này là 15.905 người.